# Sauschwert
Das Sauschwert (auch Saufängerschwert, Schweinschwert, Saufänger) ist eine spezielle Art des Jagdschwertes. Diese Blankwaffen wurden überwiegend zur Wildschweinjagd eingesetzt.

## Beschreibung
Das Sauschwert hat im Unterschied zu einem herkömmlichen Schwert oder Jagdschwert eine vierkantige Klinge, die am unteren Ende abgeflacht und geschliffen wurde. Am oberen Ende dieser geschliffenen Klinge finden sich zwei nach unten abgebogene Dorne (Knebel), die ein zu tiefes Eindringen der Klinge in den Körper des Jagdwilds verhindern und damit den Jäger auf sicherer Distanz halten sollen. Die Griffe entsprechen in etwa den Formen von Kriegsschwertern (siehe Anderthalbhänder).

## Geschichte

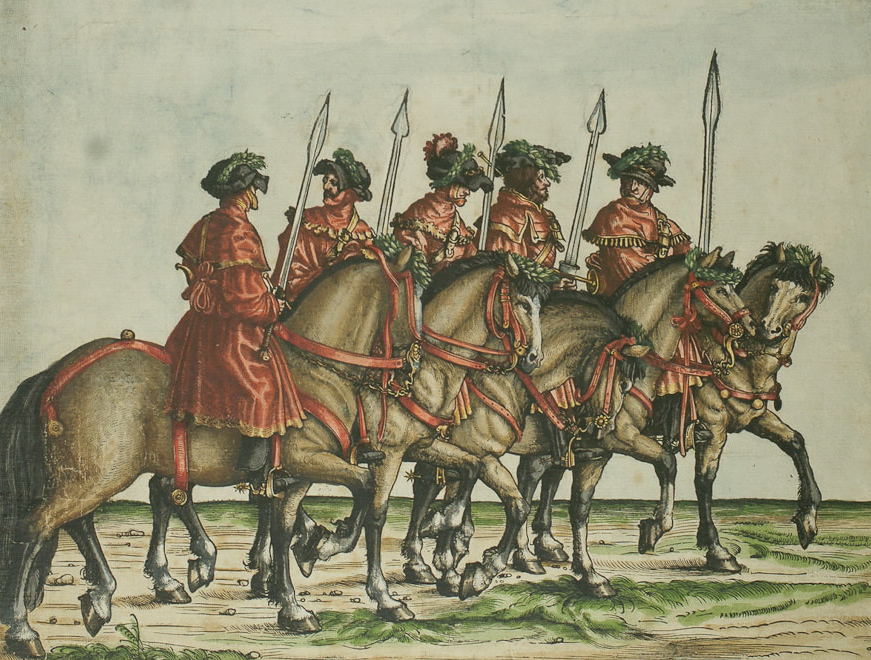
Wildschwein-Jäger mit Sauschwertern – Ausschnitt aus dem Holzschnitt Triumphzug Kaiser Maximilians, 1526

Sauschwerter traten am Ende des 15. Jahrhunderts in Erscheinung.
Sie verdanken ihre Entstehung Kaiser Maximilian I, der ein Kenner und Förderer des Jagdwesens war. Die meisten dieser Schwerter wurden in Deutschland und Spanien hergestellt. In der Mitte des 16. Jahrhunderts verschwanden sie wieder, da sie die Saufeder nicht ersetzen konnten.
Während Adlige Sauschwerter bei der Wildschweinjagd vom Pferd aus führten, bevorzugten die zum Jagdtross gehörenden Jäger meist die sogenannte Saufeder, eine spießähnliche Stangenwaffe.
Neben ihrer Rolle als Jagdwaffe wurden Sauschwerter auch als Kriegs und Duellwaffen eingesetzt, insbesondere gegen Gegner in Vollplattenrüstung. Im Gegensatz zu den reinen Jagdwaffen, besaßen die zum Kampf geeigneten Exemplare einen schweren mit Stacheln besetzten Knauf, sowie einen an den Seiten angespitzten Parier. Beide Anpassungen dienten dazu, das zuschlagen mit Parier und Knauf effektiver zu machen (siehe Mordhau). Einige Exemplare besaßen außerdem einen zweiten Rondell-förmigen Parier, um die Führungsweise mit dem halben Schwert zu unterstützen.